# 普法芬貝格山
48°7′55″N 16°55′18″E / 48.13194°N 16.92167°E

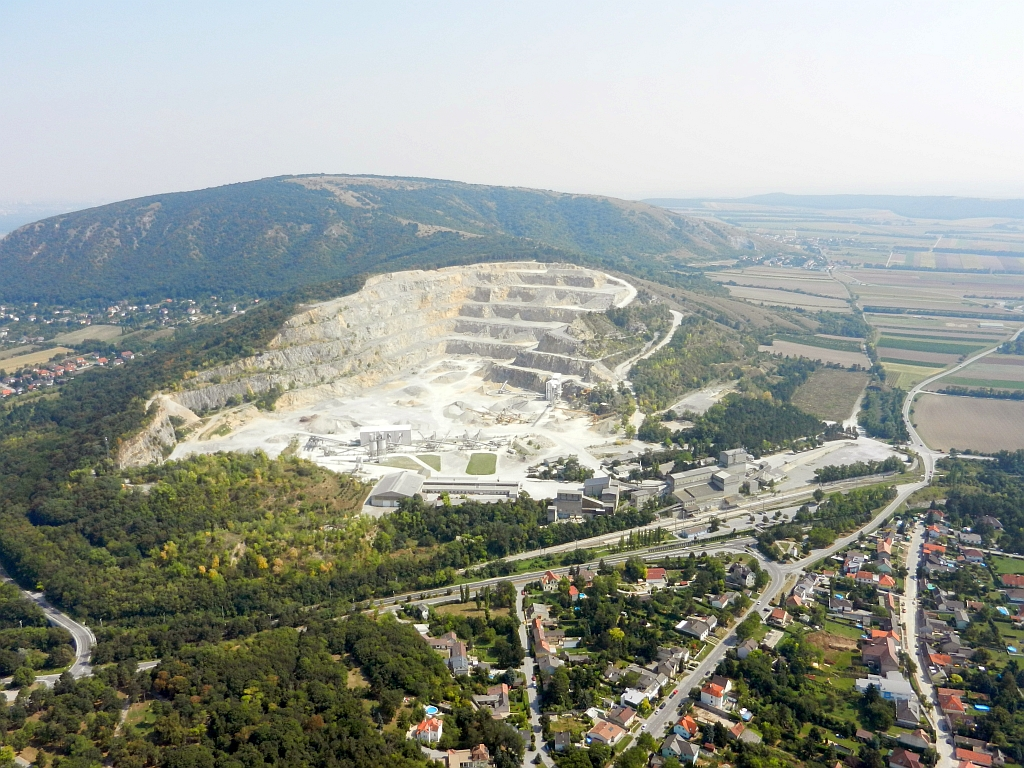

普法芬貝格山（德語：Pfaffenberg），是奧地利的山峰，位於該國東北部，由下奧地利州負責管轄，屬於洪茨海姆山的一部分，處於洪茨海姆山腳，海拔高度331米。